# 4-溴苯胺
4-溴苯胺是一种有机化合物，化学式为C6H6BrN。它可由4-硝基溴苯的还原反应制得。它和苯硼酸在碱和催化剂的存在下反应，可以得到4-氨基联苯。它和乙酸酐反应，得到4-乙酰氨基溴苯。